# Senefeldera triandra
Senefeldera triandra là một loài thực vật có hoa trong họ Đại kích. Loài này được Pax & K.Hoffm. miêu tả khoa học lần đầu tiên vào năm 1919.